# De Hulpe
De Hulpe is een heuvel gelegen in de gemeente Hof van Twente in de Nederlandse provincie Overijssel. De top van de stuwwal ligt op 40,0 meter hoogte. De berg is gevormd door opstuwing door gletsjerijs ten tijde van het Saalien. De heuvel, die voor het grootste deel met bos begroeid is, ligt in ten zuidoosten van Markelo in de buurtschap Stokkum. Naast de Hulpe ligt in het noordoosten een andere heuvel, De Hemmel.
Vanaf het ontstaan van de kern Markelo in de Middeleeuwen tot circa 1620 stond er op de heuvel een Maria-kapel met een wonderdadig beeld waar de moeder van Jezus aangeroepen werd onder de naam Onze Vrouwe ter Hulpe.
De kapel en de heuvel hadden een belangrijke functie bij de rechtspraak. Bovendien vermoeden historici dat er naar het Mariabeeld een bedevaart plaatsvond.

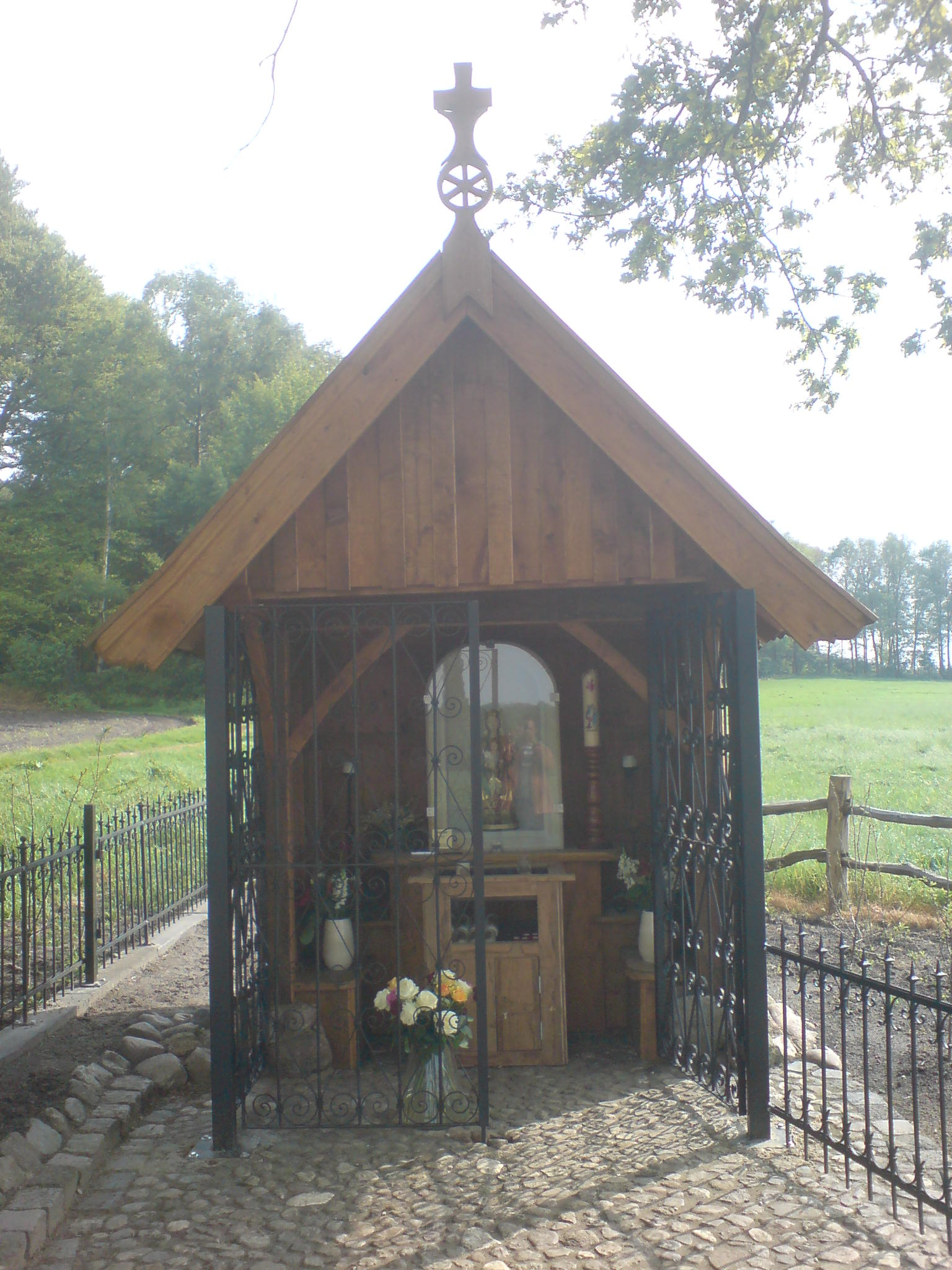
De in 2008 gebouwde veldkapel Onze Vrouwe ter Hulpe nabij Markelo

In het kader van de cultuurhistorische wandelroute Kerkepaden-Tichelroutes Markelo is in 2008 ter herinnering aan de historie van Markelo als bedevaartsoord op De Hulpe weer een kapel gebouwd. Deze kapel werd op 3 mei 2009 ingewijd.